# Sebastien Vorbe
Sebastien Vorbe (Pétion-Ville, Haití, 4 de junio de 1976) es un exfutbolista de Haití que jugaba en la posición de centrocampista.

## Carrera

### Club
| Periodo   | Club                |
| --------- | ------------------- |
| 1994-1996 | Violette AC         |
| 1997-1998 | FIU Golden Panthers |
| 1999-2000 | Violette AC         |
| 2000      | LA Galaxy           |
| 2001-2016 | Violette AC         |

### Selección nacional
A nivel de selecciones menores fue campeón del Caribe en la categoría sub-17. Jugó para Haití en ocho ocasiones de 1999 a 2000 y anotó dos goles; uno de esos goles fue el único gol de Haití en la Copa de Oro de la Concacaf 2000.

## Logros
- Liga de fútbol de Haití (2): 1994-95, 1999
- Liga de Campeones de la Concacaf (1): 2000[4]